# The Coca-Cola Company

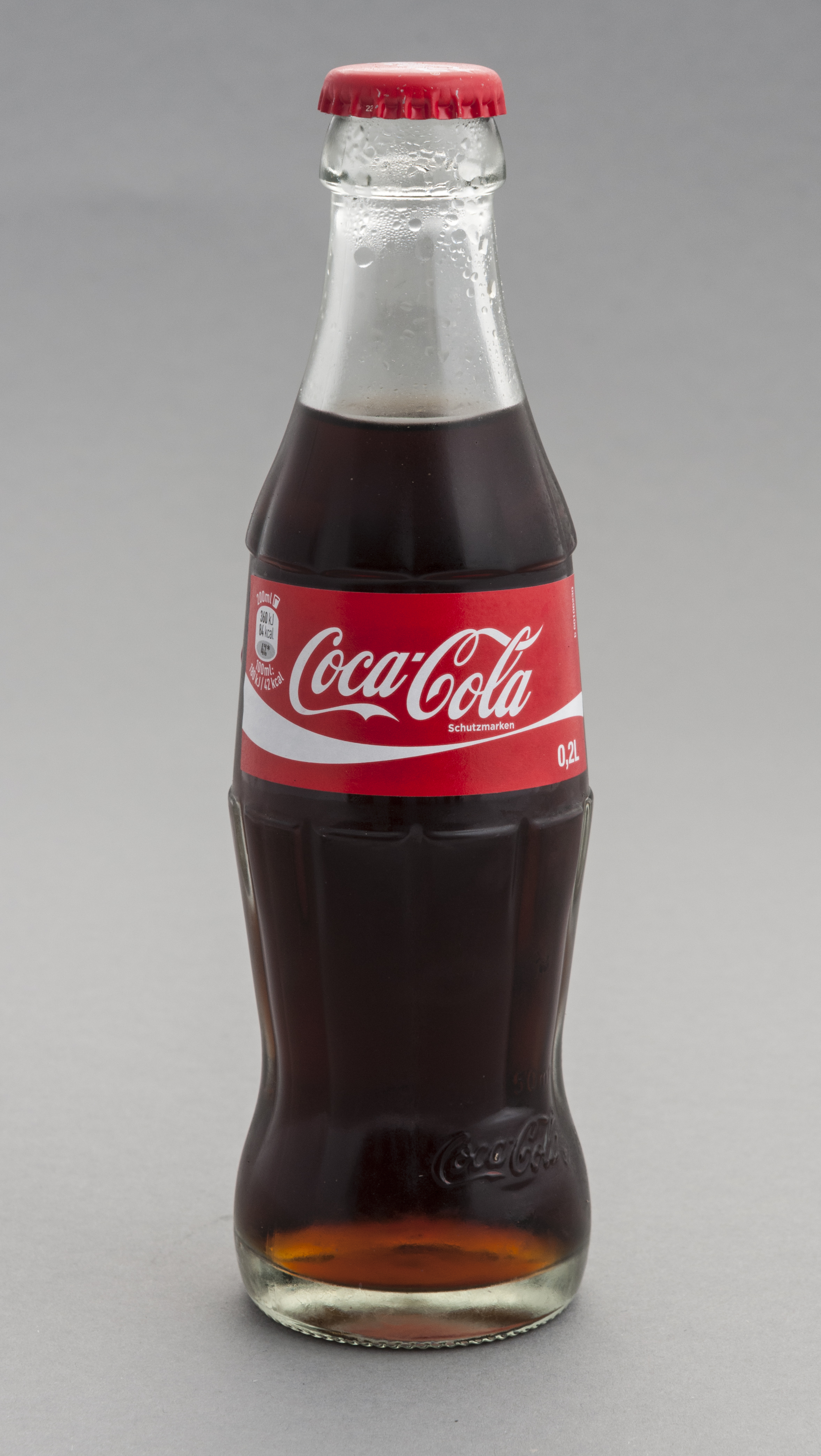
Butelka napoju Coca-Cola – jednej z marek przedsiębiorstwa

The Coca-Cola Company – jeden z największych na świecie producentów, dystrybutorów i sprzedawców napojów bezalkoholowych. Siedziba firmy mieści się w Atlancie, w stanie Georgia, USA.
Największym rynkiem sprzedaży firmy są Stany Zjednoczone.
Akcje The Coca-Cola Company notowane są od 26 stycznia 1950 na nowojorskiej giełdzie i wchodzą w skład indeksów Dow Jones Industrial Average oraz S&P 500.
Od kwietnia 2020 koncern Coca-Cola nie prowadzi do odwołania żadnych akcji marketingowych, w tym także emisji reklam telewizyjnych i radiowych we wszystkich krajach, gdzie dostępne są produkty producenta. Przeznaczone na te działania finanse zostaną przekazane na walkę z SARS-CoV-2.

## Napoje marki Coca-Cola dostępne w Polsce

### Napoje gazowane
- Coca-Cola – również w wersjach Coca-Cola Light, Cherry Coke oraz Coca-Cola Zero i Coca-Cola Lime
- Fanta
- Sprite
- Kinley Tonic

Napoje energetyzujące:
- Burn
- Monster Energy
- Coca-Cola Energy

### Napoje niegazowane
Soki:
- Cappy

Herbaty:
- Fuze Tea

Wody mineralne i źródlane:
- Kropla Beskidu
- MultiVita
- Kropla Délice

Napoje izotoniczne:
- Powerade (od 2020 roku został wycofany)

## Krytyka The Coca-Cola Company
Firmie zarzuca się rozbicie protestów pracowniczych w Dudullu w Turcji oraz prześladowania związków zawodowych w firmach rozlewniczych w Kolumbii za pomocą „szwadronów śmierci”.
W lipcu 2001 kolumbijski związek zawodowy Sinaltrainal, z pomocą United Steel Workers of America i International Labor Rights Fund na Florydzie, złożył skargę przeciw The Coca-Cola Company i jej partnerom w Kolumbii. Akt oskarżenia brzmiał: w imieniu przedsiębiorstwa paramilitarne „szwadrony śmierci” popełniały morderstwa, dopuszczały się uprowadzeń i tortur na członkach związku. Ośmiu związkowców zostało zamordowanych, 65 grożono śmiercią. Niemiecki związek zawodowy Ver.di wezwał do bojkotu produktów Coca-Coli. Koncern zaprzeczył zarzutom.
W 2001 firma została pozwana za dyskryminację rasową przez afroamerykańskich pracowników. The Coca-Cola Company zawarła wtedy rekordową ugodę na kwotę 192,5 miliona dolarów.
Jak ustaliło BBC, w 2003 koncern zanieczyścił duże powierzchnie rolne w Indiach trującymi, rakotwórczymi chemikaliami. Firmie zarzucono też ogromne zużycie wody, co doprowadziło do suszy, na skutek której ucierpieli lokalni rolnicy. Przeciwko działaniom The Coca-Cola Company protestowało w Indiach wiele osób, z czego 300 zostało aresztowanych. Vandana Shiva, indyjska działaczka ekologiczna napisała w 2005 w dzienniku Die Tageszeitung o degradacji środowiska naturalnego w Indiach oraz o niekontrolowanym wypompowywaniu ogromnych ilości wody gruntowej przez takie firmy jak Coca-Cola, co ma katastrofalne skutki dla okolicznych mieszkańców.
Organizacja Human Rights Watch w 2004 zarzuciła m.in. Coca-Coli wykorzystywanie pracy dzieci na plantacjach trzciny cukrowej w Salwadorze.
W 2025 roku firma spotkała się z bojkotem w związku z oskarżeniami o donoszenie na swych pracowników (imigrantów) do ICE, by ci zostali deportowani. 

## Ekologia
W 2020 roku Fundacja Changing Markets opublikowała raport „Talking Trash: The Corporate Playbook of False Solutions” wymieniający największych korporacyjnych producentów odpadów plastikowych. Spośród ośmiu największych producentów tworzyw sztucznych na świecie, na pierwszym miejscu jest Coca-Cola, która produkuje rocznie aż 2,9 miliona ton opakowań plastikowych.